# Lasówka rudogłowa
Lasówka rudogłowa (Leiothlypis ruficapilla) – gatunek małego ptaka z rodziny lasówek (Parulidae), zamieszkujący Amerykę Północną. Nie jest zagrożony.

## Systematyka
Wyróżniono dwa podgatunki L. ruficapilla:
- L. ruficapilla ridgwayi – południowo-zachodnia Kanada i zachodnie USA. Zimuje głównie w zachodnim Meksyku, nielicznie także na wybrzeżu południowej Kalifornii.
- L. ruficapilla ruficapilla – południowa i południowo-wschodnia Kanada i północno-wschodnie USA. Zimuje we wschodnim Meksyku i Gwatemali, nielicznie także w południowym Teksasie, sporadycznie dalej na wschód wzdłuż wybrzeża Zatoki Meksykańskiej aż po północno-zachodnią Florydę.

## Morfologia
Długość ciała 11,5–13 cm. Wierzch głowy i kark szare. Na ciemieniu słabo widoczna pomarańczowa plama; wyraźna, biała obrączka oczna. Grzbiet, skrzydła oraz ogon oliwkowozielone. Gardło i spód ciała żółte, oprócz białego brzucha. U samicy, samca na jesień i młodych głowa jasnoszara lub brązowoszara, spód jasnożółty, obrączka oczna płowa.

## Zasięg, środowisko
Mieszane zadrzewienia, obrzeża lasów, bagna środkowej części Ameryki Północnej, na południu w zachodnich górach. Zimę spędza w Meksyku, Gwatemali i na południowych wybrzeżach USA.

## Status
IUCN uznaje lasówkę rudogłową za gatunek najmniejszej troski (LC, Least Concern) nieprzerwanie od 1988 (stan w 2020). Organizacja Partners in Flight szacuje liczebność populacji na 40 milionów dorosłych osobników. Trend liczebności populacji uznawany jest za wzrostowy.